# 우에노 요시에
우에노 요시에(일본어: 上野 順恵, うえの まさえ, 1983년 7월 1일~)는 일본의 유도 선수로 2012년 하계 올림픽에서 여자 하프미들급 동메달을 획득했다.